# Trubbklockmossa
Trubbklockmossa (Encalypta mutica) är en bladmossart som beskrevs av Ingebrigt Severin Hagen 1899. Trubbklockmossa ingår i släktet klockmossor, och familjen Encalyptaceae. Enligt den finländska rödlistan är arten starkt hotad i Finland. Enligt den svenska rödlistan är arten nära hotad i Sverige. Arten förekommer på Gotland, Öland, Götaland, Svealand, Nedre Norrland och Övre Norrland. Artens livsmiljö är kalkstensklippor och kalkbrott. Inga underarter finns listade i Catalogue of Life.